# Морская (альбом)
«Морска́я» — дебютный студийный альбом российской рок-группы «Мумий Тролль», записанный в 1996 году в Лондоне совместно с приглашёнными сессионными музыкантами. Издание было произведено силами звукозаписывающей компании Rec Records, релиз в России состоялся 24 апреля 1997 года. Впоследствии альбом дважды переиздавался, в 1998 и 1999 годах. В последнее издание вошёл дополнительный диск с записями концерта во Дворце культуры. К 20-летию альбома «Морская», он был выпущен на виниловой пластинке.
Перед выпуском «Морской» была организована масштабная кампания по стимулированию сбыта, благодаря которой группа приобрела большую популярность. Диск стал самым продаваемым российским альбомом 1997 года по информации InterMedia. Песни из альбома ротировались на ведущих теле- и радиостанциях страны, авторитетные критики в своём большинстве высказывались о дебюте «Мумий Тролля» положительно, а общий тираж составил один миллион копий, что явилось беспрецедентным случаем в среде русского рока. В поддержку альбома состоялся масштабный тур по Дальнему Востоку, по завершении которого музыканты вернулись на студию и приступили к записи следующего диска.
Альбом оказал большое влияние на развитие российской музыки, открыв для отечественной сцены такие жанры как поп-рок и брит-поп. Песни из «Морской», а также клипы на них, удостоились множества различной значимости наград, композиция «Утекай», в частности, журналом Rolling Stone включена в список сорока песен, изменивших мир, и получила награду российской премии звукозаписи «Рекордъ» 1998 года, в номинации «Российский радиохит».

## Предыстория
До 1996 года группа «Мумий Тролль» не обладала широкой известностью, в середине 1980-х ими был записан довольно низкого качества магнитоальбом «Новая луна апреля», песни с которого, тем не менее, разошлись по владивостокским дискотекам и были популярны среди молодёжи Приморского края. В 1987 году почти всех музыкантов призвали на службу в советскую армию, спустя два года они вернулись и записали второй магнитоальбом «Делай Ю Ю», обернувшийся полным провалом. На волне неудач Илья Лагутенко решил прекратить музыкальную деятельность и уехал работать коммерческим советником сначала в Китай, а потом в Англию. Российский паспорт у него сохранился, и время от времени он возвращался на Родину, часто посещал Москву и Санкт-Петербург. В одной из таких поездок (май 1996 года) в клубе «Табула Раса» он встретился с Леонидом Бурлаковым, старым другом и коллегой по «Мумий Троллю», после чего было принято решение о реанимации группы.

Запись «Морской» происходила после того, как мы с Лёней Бурлаковым пришли к решению, что ему не жалко будет потратить определённого количества заработанных им денег на то, чтобы записать наши песни, существовавшие у меня к тому времени. И несколько старых: те четыре так называемые бонус-трека. Записать в нормальном варианте, таком, какой он принципиально всегда подразумевался нами. … Вариант-минимум, который у нас был: записать тысячу экземпляров на компакт-диски и продать их на базаре.— Илья Лагутенко
Бурлаков к тому времени уже был состоятельным бизнесменом, во Владивостоке он владел магазином, специализирующемся на продаже компакт-дисков различных исполнителей. У него имелось некоторое представление о музыкальной индустрии, поэтому во вновь собравшемся «Мумий Тролле» он обязался взять на себя роль продюсера, заниматься финансами и раскруткой. В то время как Лагутенко получил абсолютное право на свободу творчества и создание желаемого имиджа. После переговоров группа, фактически состоящая из одного вокалиста, вернулась в Лондон и приступила к созданию новых песен, многие из которых уже существовали в виде набросков.
По мере написания черновые записи композиций отправлялись в Москву: сначала «Вдруг ушли поезда», потом «Кот кота», «Девочка» и «Утекай». «Услышав „Утекай“, я просто выпал в осадок, — вспоминал Бурлаков. — Попросту умер. Когда я рассказывал людям про новый „Мумий Тролль“, я начинал беседу с прослушивания „Утекай“». Между друзьями постоянно шла переписка, Бурлаков давал записи своим знакомым и заставлял их писать рецензии, после чего по факсу отправлял отзывы о новом материале Лагутенко. К августу 1996 года было готово десять новых песен, и Бурлаков подсчитал, что для создания из них полноценного альбома потребуется не менее тридцати тысяч долларов. Собирая эту сумму, ему пришлось продать собственную квартиру во Владивостоке и забрать почти все деньги из своего торгового бизнеса, в результате чего магазин по продаже компакт-дисков оказался на грани разорения. Получив достаточное количество денежных средств, продюсер сразу же вылетел в Лондон.

## Работа в студии
Сведение альбома было поручено лондонской звукозаписывающей компании Alaska Studios, что довольно необычно для российских музыкантов, поскольку до этого времени в Англии записывались только участники групп «Аквариум» и «ДДТ». Звукорежиссёром была назначена Санни, ранее работавшая совместно с Tricky во время записи альбома Maxinquaye. Музыканты, которые в 1980-е годы играли с «Мумий Троллем», на тот момент уже давно завершили музыкальную карьеру, поэтому пришлось нанимать новых. Бурлакову очень хотелось восстановить именно старый состав, но никто, кроме Альберта Краснова (клавишные), на призыв не откликнулся и в Лондон не приехал.
В первый же день записи между персоналом случился конфликт. В конце смены сессионный бас-гитарист Алик Джигия медленно встал со стула, подошёл к английскому барабанщику и пригрозил, что если тот будет так играть, то он выколет ему палочками глаза. Затем он вошёл в аппаратную, отодвинул Санни от пульта и выставил свои собственные настройки. Девушка вышла из студии, и после этого никто из музыкантов её больше не видел, поэтому пришлось искать нового звукорежиссёра, а также нового бас-гитариста вместо уволенного Джигии.
Подходящего звукорежиссёра хозяин Alaska Studios нашёл уже на следующий день — им стал Крис Бэнди, который до этого уже сотрудничал с Duran Duran и The Cure. По словам Бурлакова, Бэнди очень хорошо прочувствовал стиль «Мумий Тролля»: «К концу работы над „Морской“ Крис выучил транскрипцию слов песни „Девочка“, но так до конца и не понял, почему эта композиция заставляет его петь, плакать и смеяться одновременно». Все басовые партии в альбоме сыграл русский джазовый музыкант Игорь Тимофеев. В роли барабанщика выступил Мэтт Бадди, соло-гитаристом стал Род Блейк (оба британцы). С клавишными помог пианист из России Юрий Степанов (бывший участник ленинградской группы «Мифы»). На подпевки были приглашены британские вокалистки, которые в некоторых песнях должны были повторять куплеты на русском языке с сильным английским акцентом. Никаких других конфликтов на студии больше не возникало, и в начале сентября 1996 года запись альбома была завершена. Трек-лист состоял из четырнадцати композиций, первые десять из которых были относительно новыми, а последние четыре явились ремейками песен, выходивших в двух предыдущих альбомах.

## История создания песен

### Вдруг ушли поезда
Открывающая альбом композиция «Вдруг ушли поезда» посвящена городу Санкт-Петербургу, в который Лагутенко из Владивостока ездил зимой 1985 года. По словам самого автора, там он отмечал окончание университета одного из своих друзей, и на основе впечатлений от праздника появились некоторые наброски текстов, которые впоследствии переросли в полноценную песню.

### Девочка
«Девочку» Лагутенко сочинил сидя за пианино ещё во время жизни в Китае. С тех пор до момента записи песня несколько раз изменяла свой вид, развивалась и доводилась до идеального варианта (среди множества её версий была даже одна на китайском языке). После сведения альбома также планировалось экранизировать эту песню, сняв клип в одном из модных лондонских ночных клубов, однако от этой идеи пришлось отказаться.

### Утекай
Главным хитом альбома несомненно является песня «Утекай», её написание происходило прямо на студии во время записи:

Песня «Утекай», наверное, одна из тех песен, когда ты её пишешь и сразу в неё веришь. И вот я когда сочинял эти «ла-ла-ла», я понимал, конечно, что всё это просто, но мне казалось, что это из разряда того просто, которое если не гениально, то почти. Хотя признаюсь честно, никому из приятелей моих, с кем мы записывали пластинку, тогда не казалось это таким образом, до того момента, пока мы не закончили сведение именно студийное. Песня на таком нашем исконно русском чёсе построена, и у нас были глубокие сомнения, что английский гитарист сыграет этот чёс, поэтому приходилось объяснять. … И ввести туда саксофон, тоже была моя такая бешеная идея. Ну и оно всё получилось. В конце концов, вот эти клавишные партии, которые я сыграл одним пальцем в студии, ни один из клавишников не может повторить, потому что они думают, нужно ещё что-то вставить, а зачем: вот оно — «па-па-па» — вот и всё.— Илья Лагутенко

### Кот кота (Вот и вся любовь)
Текст песни «Кот кота (Вот и вся любовь)» Лагутенко нашёл в черновых записях своей юношеской поэмы под названием «Рвота», поэтому сама композиция появилась тоже в Лондоне, в самый последний момент перед началом работы над альбомом. Двойное название обусловлено компромиссом с издателем, настаивавшем на варианте «Вот и вся любовь». Автору песни очень нравилось словосочетание «вот и вся любовь», но он был категорически против, чтобы оно доминировало над «кот котом», потому что этот образ, по его мнению, был более сильным. «Когда смотришь на это словосочетание, кто угодно может придумать такую песню, а „кот кота“ — это только „Мумий Тролль“» — аргументировал свой выбор Лагутенко.

### Забавы
«Забавы» создавались из воспоминаний о «суровой» жизни во Владивостоке начала 1990-х годов. После распада Советского Союза в городе резко возрос уровень бандитизма, Лагутенко часто подрабатывал в барно-гостиничном бизнесе и по долгу работы вынужден был общаться со многими людьми криминальной среды, что привело к появлению характерных строчек «мне бы твои пули переплавить в струны», «ты меня убил» и «так вот за секунду наступает тихо».

Можете воспринимать песню «Забавы» как реальную историю. У Элтона Джона была такая песня, суть которой: не стреляйте в пианистов. А здесь суть в том, что пианиста всё-таки застрелили. У них там «Не стреляйте!» — они и не стреляют. А у нас сначала стреляют, а потом спрашивают: «Что? Не надо было, да?».— Илья Лагутенко
 На концерте на водной станции КТОФ 25 июля 2010 года Илья Лагутенко рассказал, что песня «Забавы» посвящена Юрию Логачёву — его близкому другу и по совместимости саксофонисту группы «Мумий Тролль» времён 1989-1990 годов. Интересен и тот факт, что Логачёв был специальным гостем на концерте и сыграл на саксофоне во время исполнения этой песни.

### Новая луна апреля
Оканчивающая трек-лист «Новая луна апреля» — одна из самых первых песен «Мумий Тролля», написанная Леонидом Бурлаковым ещё в 1983 году. Песня тогда поимела скандальную известность и была запрещена из-за следующих слов: «Новая луна апреля // Осветила небосвод, // Но мы ей уже не верим, // Нам она ничего не несёт». Дело в том, что именно на апрель 1986 года приходилось заседание ЦК КПСС, и в условиях жёсткой советской цензуры это привело к тому, что на собрании студентов Дальневосточного университета группу наравне с Black Sabbath признали самой социально опасной.

### Шамора
Во время работы над альбомом была написана песня «Шамора», названная в честь одноимённого пляжа. Однако Лагутенко решил не включать её в альбом, посчитав её не самой удачной. Она была записана и издана только в 2010 году в альбоме «Редкие земли».

## Оформление
Обложку для альбома сначала попытался сделать сам Лагутенко, на ней должна была быть изображена с высунутым языком стоящая на коленях девушка, в тело которой на полной скорости влетал сёрфингист. Но тогда такая работа требовала сложной и дорогой компьютерной графики, к тому же, из-за норм цензуры на прилавках магазинов выставлять такой диск было нельзя, поэтому от первоначальной задумки отказались. В итоговую версию поместили снимок, сделанный другом музыкантов Сергеем Сергеевым. На фоне чёрной сковороды он заснял синий дуршлаг, в отверстия которого поместил жёлтые нитки. Из-за этого внешний вид альбома стал менее «хулиганским», но более «отстранённым» и «абстрактным». «Мне понравилась сама идея, что самая обыкновенная вещь, которая при таком лёгком, в общем-то, мазке руки оказывается чем-то совершенно непонятным» — вспоминал Лагутенко. Название пластинки «Морская», судя по всему, продиктовано тем фактом, что оба автора песен родились и выросли в морском городе Владивостоке (причём Лагутенко два года отслужил моряком на флоте). Морская тематика присутствует практически в каждой песне, в текстах часто встречаются «чайки» и «матросы», а одна из композиций полностью посвящена морской болезни.

## Рекламная кампания
Театральность голоса Лагутенко наполнена отнюдь не мхатовскими интонациями. Пустив его к себе в душу, вы становитесь его рабами и в этом видите смысл сего. Ибо через грязь, через боль сердца вы, как феникс из пепла, восстаёте в новой божественной красе своей души. И происходит это всего за сорок семь минут — время, пока длится «Морская»… Новый альбом «Троллей» — это очередной разворот на 182 градуса, и надеюсь, сегодня стрелка успеха снова вернётся к отметке 1985 года. Но это будет новая музыка для новых людей XXI века…
Так как в большей части России группа на тот момент не была никому известна, «Морской» требовалась серьёзная раскрутка. 7 сентября 1996 года, в день окончания работы над альбомом, «Мумий Тролль» выступил в эфире английской радиостанции «Би-би-си», в программе Севы Новгородцева «Севаоборот», где прозвучали «Новая луна апреля», «Забавы» и «Девочка», а Леонид Бурлаков заявил о желании выпускать новый альбом тиражом в 15 тысяч экземпляров. В конце сентября продюсер отправился на крупномасштабный владивостокский рок-фестиваль «ВладиРОКсток’96», где вместе с «ДДТ», «Аквариумом», «Туманным стоном» и несколькими гранжевыми группами из Сиэтла был заявлен «Мумий Тролль». Группа там играть не могла, потому что в распоряжении Лагутенко не было ещё необходимого для живых выступлений концертного состава, и вместо исполнения песен была проведена презентация «Морской». Бурлаков дал интервью в эфире приморской станции Radio New Wave, зачитал подготовленную для пресс-релиза речь и попросил прокрутить весь альбом целиком.
Активное участие в раскрутке принимал журналист и продюсер Александр Кушнир, который по возвращении из Приморского края договорился с бывшим басистом группы «Наутилус Помпилиус» Дмитрием Умецким о выступлении в авторской передаче «Танцы с волками» на радио «Эхо Москвы». В прямом эфире поставили несколько песен из альбома и собирались рассказать о процессе записи в Лондоне, однако реакция дозвонившихся в студию людей оказалась крайне негативной. В основном группу обвиняли в «отсутствии русских мелодий» и «непонятности текстов», подобной резкой критике Бурлаков не мог ничем возразить: «Каждый второй звонок заканчивался тем, что голос слушателя на пульте плавно уводили из эфира».
За неудачей на радио последовал отказ от издания альбома всех крупнейших российских лейблов. Пробные версии диска были отнесены в компании PolyGram, General Records, «Союз», FeeLee Records, Rise Music, но ни одна из них не согласилась осуществить релиз «неформатной» группы. «С одной стороны, у нас было твердое ощущение, что „Мумий Тролль“ ничуть не хуже модных в ту пору неоромантиков вроде „Мечтать“, „Мегаполиса“ или „Свинцового тумана“. С другой стороны, несмотря на несанкционированную популярность „Морской“ во Владивостоке, в Москве альбом никому не был нужен» — вспоминал Кушнир.
Чтобы выйти из создавшегося тяжёлого положения, Бурлаков на последние деньги заказал несколько сотен аудиокассет с четырьмя песнями: «Девочка», «Забавы», «Утекай» и «Новая луна апреля»; после чего стал бесплатно раздавать их на «Горбушке». На обратной стороне обложки были написаны контактные телефоны московских радиостанций и просьба звонить в их эфир с требованием поставить понравившуюся песню. Одна из этих кассет случайно попала к Александру Шульгину, влиятельному композитору и директору крупной звукозаписывающей компании Rec Records, которому очень понравилась песня «Утекай». В конце 1996 года он связался с Бурлаковым, и после непродолжительных переговоров между ними было заключено соглашение. По условиям контракта фирма брала на себя все затраты на издание «Морской», а также на съёмки клипов, ротации на телеканалах, концертные туры, выступления на фестивалях и присутствие в хит-парадах.

## Релиз и поддержка

Билет на концерт, оформленный в стиле «Морской»

Релиз альбома состоялся 24 апреля 1997 года, и уже через несколько месяцев он оказался настолько популярным, что тираж превысил один миллион копий. Коммерческий успех группы называли «эпохальным».
24 мая «Тролли» должны были выступить в спортивном комплексе «Олимпийский» на фестивале «Максидром», так как были заявлены в большинстве анонсов. Но на сцене они по неизвестным причинам так и не появились. За пределами Приморья живых выступлений группы никто не видел, и скептически настроенные журналисты сразу же окрестили музыкантов «вылупившимся из лабораторной пробирки гомункулом» и «группой-однодневкой». Вплоть до выпуска следующего альбома «Мумий Тролль» не дал в Центральной России ни одного концерта. Отсутствие выступлений не имело никакого отношения к пиар-кампании, просто на тот момент ещё не было сыгранного цельного состава. Самые первые концерты, организованные в поддержку «Морской», прошли в ходе тура по Дальнему Востоку. Там к группе, состоящей из Лагутенко и Краснова, присоединился бас-гитарист и лидер «Туманного стона» Евгений Звидённый, опытный барабанщик оркестра Тихоокеанского флота Олег Пунгин, бэк-вокалистка Олеся Ляшенко и прилетевший из Англии соло-гитарист Род Блейк. Концерты проходили очень успешно, зрительские залы были переполнены и сыгранность коллектива резко возросла. В середине июля музыканты отправились в Лондон и приступили к записи следующего альбома, закончив тем самым сопровождавшую выход альбома концертную деятельность.

## Съёмки видеоклипов

### «Утекай» и «Кот кота»
Выпуск альбома предваряли съёмки двух видеоклипов: на песни «Утекай» и «Кот кота (Вот и вся любовь)». Оба клипа снимались в одной и той же студии кинорежиссёром Михаилом Хлебородовым и оператором Владиславом Опельянцем в течение четырёх дней. «Я очень давно не снимал клипы, и за долгое время это первая группа, которая мне безоговорочно нравится» — говорил режиссёр. По сюжету «Утекай» Лагутенко выступал в роли парикмахера и в ходе исполнения песни наголо выстригал девушку-модель.

Это была идея Хлебородова про ножницы и бритву, что я должен её вживую, прямо в клипе, скажем так, в реальном времени стричь. …Дело в том, что ножницами я умел пользоваться и в армии подстригал многих своих товарищей, делал им модные причёски. Поэтому как ножницы держать я знал, машинка была ужасная, как сейчас помню, девушка кричала и визжала.— Илья Лагутенко
В клипе «Кот кота» использовались гигантские рыжие тараканы, специально привезённые из столичного зоопарка, по задумке они должны были через замочную скважину незаметно подсматривать за исполняющим песню «Мумий Троллем». Вместе с ними на съёмочной площадке находился дрессировщик, который «бродил по студии в огромных кирзовых сапогах и время от времени подстёгивал насекомых маленьким кнутом, чтобы те глубже вживались в мизансцены». «Они уверяли, что наши тараканы в кадре получились бы не такими эффектными — нужно было снимать именно больших тараканов. — вспоминал Илья Лагутенко. — По мне так можно было маленького таракана взять и потом на компьютере увеличить». Кроме того, в некоторых кадрах фигурировала уже остриженная в предыдущем клипе девушка Настя, которая, по словам очевидцев, впоследствии отрастила длинные волосы и никогда больше не появлялась на людях с лысой головой.

Вампир-парикмахер Андрей из фильма «Ночной дозор» в исполнении Ильи Лагутенко

Достигнув состояния готовности, оба клипа сразу же попали в ротацию телеканала «ТВ-6» (во многом благодаря влиянию Александра Шульгина), откуда разошлись по остальным медиа-порталам. Сцена с опасной бритвой на фестивале видеоклипов «Поколение-96» выиграла в номинации «Лучший кадр года». Образ безумца с ножницами в будущем ещё несколько раз фигурировал в биографии Лагутенко. В 2002 году, находясь в этом амплуа, он открывал фестиваль «Нашествие», а в 2004 году сыграл роль злого вампира-парикмахера Андрея в фильме «Ночной дозор».

### «Владивосток 2000»
В 1998 году, когда уже был выпущен следующий альбом «Икра», режиссёр Антон Борматов смонтировал клип на песню «Владивосток 2000», составленный из сцен концертного выступления «Мумий Тролля» во Владивостоке, отснятых оператором Станиславом Михайловым. Видеоролик стал первым показанным клипом начавшего вещание телеканала «MTV Россия» и позже попал в ротацию канала «Муз-ТВ», где на протяжении нескольких недель занимал первую строчку хит-парада. 

### «Утекай 2»
В 1999 году был снят ещё один клип на песню «Утекай» (так называемый «Утекай 2»), выполненный в стиле аниме. В качестве режиссёра и автора сценария выступил Павел Руминов, придумавший для клипа необычный сюжет, в котором нормальный человек по ночному городу гнался за маньяком с окровавленным ртом. В итоге человек настигал маньяка в тёмном тупике, но приезжали полицейские-маньяки (с такими же окровавленными ртами), арестовывали человека и увозили в тюрьму. В последних кадрах зрителям показывали других жителей города, и оказывалось, что все они тоже маньяки.

## Отзывы и влияние
С момента выхода и по сегодняшний день бо́льшая часть музыкальных критиков оценивает альбом положительно, тем не менее, некоторые известные люди высказывались о своём негативном отношении к нему. Например, Земфира, несмотря на дружбу и сотрудничество с Лагутенко, заявляла, что не любит альбом «Морская» и считает его «совершеннейшей глупостью». Максим Фадеев в интервью журналу «ОМ» обвинял группу в неактуальности и критиковал их стремление записываться за рубежом:

«Мумий Тролль» мне не нравится вообще. Не думаю, что музыка старого Rolling Stones — самое модное на сегодня… И вообще мне странно, что некоторые наши музыканты ездят в Лондон. И после дикого крика, как в Лондоне круто, слышишь их записи и понимаешь, что это можно сделать у себя на даче.— Максим Фадеев
«Морская» считается первым и наиболее значимым альбомом в российской музыкальной индустрии, записанным в жанре поп-рок (или «рокапопс», как его иронично называл Лагутенко). «В массовой культуре наконец произошла смена героя. — пишет журнал Fuzz. — Романтика нигилизма и страданий за идею сменилась разгильдяйством весёлого пофигизма». Критики признавали, что року совершенно незачем быть занудным и трёхаккордным — в нём вполне допустима раскованность и изобретательность. Оказалось, что чисто развлекательная, популярная музыка вовсе не обязана быть тупой и примитивной — её можно сделать неодномерной и интеллигентной. Как пишет газета «Моя столица», такого обаяния, хулиганства, таких абсурдистских игрищ и такого потока идей в российской музыке не было со времён аквариумовского «Треугольника». По словам Александра Кушнира, фраза «в подворотне нас ждёт маниак» стала для поколения 1990-х чем-то вроде пароля, подростки ломились на концерты «Троллей» и песни с «Морской» пели хором — вне зависимости от темпа и ритма.
По версии журнала Fuzz песня «Утекай» была названа лучшей песней 1998 года — «невиданный доселе органичный симбиоз дальневосточной дворовой песни с декадентским брит-попом. Новое слово в российской рок-музыке». «Утекай» и «Владивосток 2000» вошли в список «100 лучших песен русского рока в XX веке» и заняли, соответственно, 30-е и 61-е места. Кроме того, песня «Утекай» занесена в список «40 песен, изменивших мир», составленный редакцией русскоязычной версии журнала Rolling Stone, а журналом Time Out помещена в список «100 песен, изменивших нашу жизнь».
В 2010 году альбом занял первое место в списке «50 лучших русских альбомов всех времен», составленный журналом «Афиша» по итогам опроса молодых российских музыкантов.

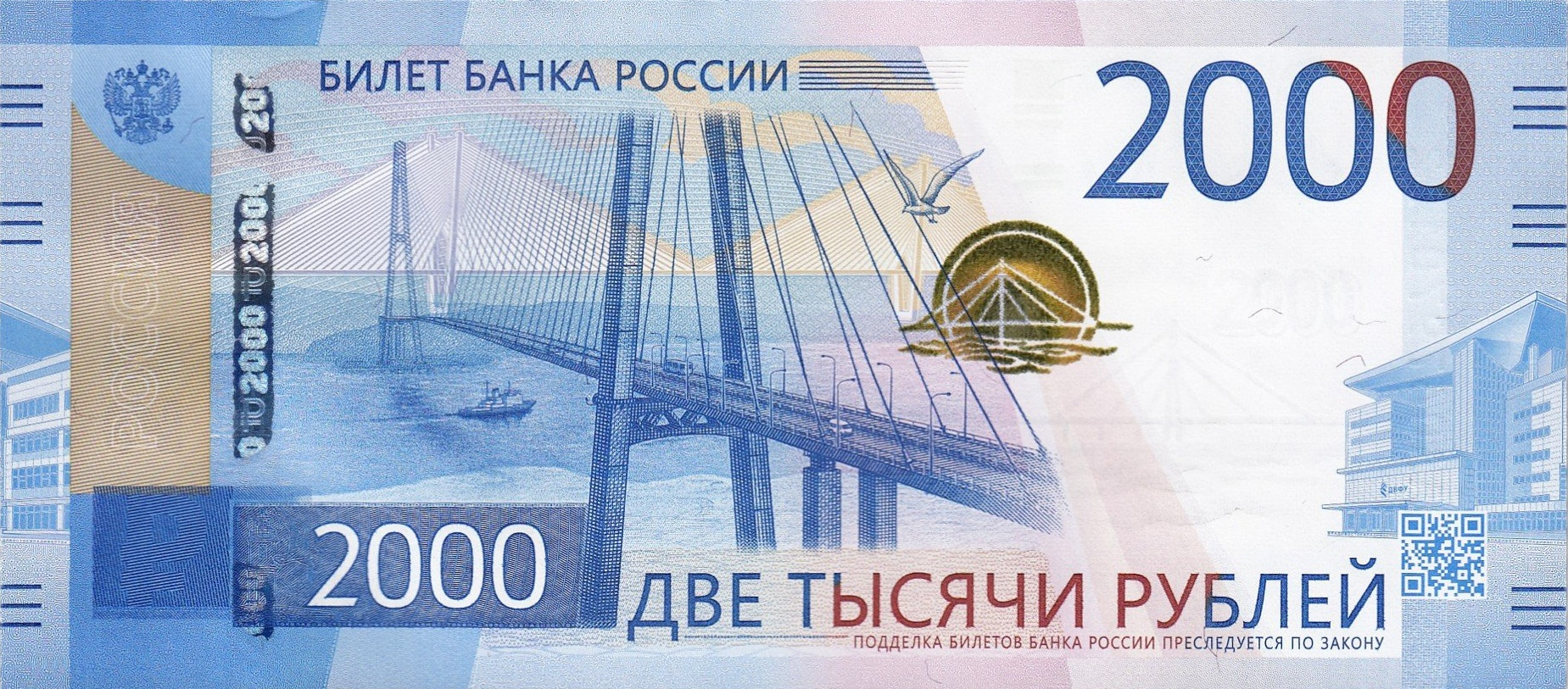
«Владивосток 2000» на банкноте

В 2017 году Банк России выпустил банкноту номиналом две тысячи рублей с изображением объектов  Владивостока: Русского моста и здания Дальневосточного федерального университета, город на купюре был выбран под влиянием популярности песни «Владивосток 2000».
Группе «Мумий Тролль» и альбому «Морская» посвящёна первая серия первого документального телесериала Сергея Минаева «Девяностые» (2021 год).

## Хронология выпуска
| Страна  | Дата            | Лейбл                | Форматы | Каталог      |
| ------- | --------------- | -------------------- | ------- | ------------ |
| Россия  | 24 апреля 1997  | Rec Records          | CD      | RR 225111-2  |
| Россия  | 24 апреля 1997  | Rec Records          | CS      | RR 225008-3  |
| Россия  | 9 августа 1999  | «Утекай Звукозапись» | CD      | UTK 3147-1   |
| Россия  | 9 августа 1999  | «Утекай Звукозапись» | CS      | UTK 3147-1   |
| Россия  | 2007            | Союз                 | CD      | SZCD 5210-07 |
| Украина | 2008            | Союз Одиссей         | CD      |              |
| Россия  | 2008            | Союз                 | CD      | SZCD 5209-08 |
| Украина | 2009            | Moon Records         | CD      | MR 3734-2    |
| Россия  | март 2012       | Мирумир              | LP      | MIR 100349   |
| Россия  | 2017            | Navigator Records    | CD      | NR 0517 CDp  |
| Россия  | 16 октября 2017 | Mumiy Troll Music    | LP      | MTA-9717     |
| Россия  | 2022            | Mumiy Troll Music    | LP      | MTA-9717-22  |
| Россия  | 2023            | Mumiy Troll Music    | LP      | MTA-9717-23  |

## Списки композиций
Вся музыка написана Ильёй Лагутенко.
| №                   | Название                      | Текст песни         | Длительность |
| ------------------- | ----------------------------- | ------------------- | ------------ |
| 1.                  | «Вдруг ушли поезда»           | Лагутенко           | 3:51         |
| 2.                  | «Девочка»                     | Лагутенко           | 3:24         |
| 3.                  | «Утекай»                      | Лагутенко           | 2:18         |
| 4.                  | «Морская болезнь»             | Лагутенко           | 4:40         |
| 5.                  | «Владивосток 2000»            | Лагутенко           | 2:38         |
| 6.                  | «Роза Люксембург»             | Лагутенко           | 2:23         |
| 7.                  | «Кот кота (Вот и вся любовь)» | Лагутенко           | 3:09         |
| 8.                  | «Забавы»                      | Лагутенко           | 2:33         |
| 9.                  | «Скорость»                    | Лагутенко           | 3:52         |
| 10.                 | «Время тепла»                 | Бурлаков            | 3:07         |
| 11.                 | «Делай меня точно»            | Лагутенко           | 2:57         |
| 12.                 | «Всецело всем»                | Бурлаков            | 3:53         |
| 13.                 | «Воспитанник упавшей звезды»  | Лагутенко           | 4:29         |
| 14.                 | «Новая луна апреля»           | Бурлаков            | 3:01         |
| Общая длительность: | Общая длительность:           | Общая длительность: | 45:11        |

| №                   | Название                                                  | Текст песни         | Длительность |
| ------------------- | --------------------------------------------------------- | ------------------- | ------------ |
| 1.                  | «Инопланетный гость»                                      | Лагутенко           | 3:41         |
| 2.                  | «В думах о девушке из города центрального подчинения КНР» | Лагутенко           | 2:46         |
| 3.                  | «Блудливые коты»                                          | Лагутенко           | 5:06         |
| 4.                  | «Далеко»                                                  | Бурлаков            | 9:16         |
| 5.                  | «Скорость»                                                | Лагутенко           | 4:03         |
| 6.                  | «Делай Ю-Ю»                                               | Лагутенко           | 5:19         |
| Общая длительность: | Общая длительность:                                       | Общая длительность: | 29:31        |

Примечания:
- В буклетах к изданиям 1999 и 2008 гг. авторство песен указано следующим образом: «Все песни МТ Илья Лагутенко Леонид Бурлаков».
- Авторство песни «Инопланетный гость» из магнитоальбома «Новая луна апреля» (1985) указано как «Музыка и слова — Илья Лагутенко, Леонид Бурлаков».
- В изданиях 1999 и 2008 гг. треки с 11 по 14 помечены как Bonus Tracks.
- В сборниках и концертных альбомах последующих лет, в которые входили песни с «Морской» автором музыки и слов записан Илья Лагутенко (за исключением песен, где автор слов Леонид Бурлаков).

## Участники записи
| Музыканты - Илья Лагутенко — вокал, гитара, бубен, автор текстов; - Игорь Тимофеев — бас-гитара; - Мэтт Бадди — ударные; - Альберт Краснов — клавишные, гитара, программирование, аранжировки; - Род Блейк — ритм-гитара; - Саймон Хагиаг — перкуссия; - Франк Уильямс — саксофон; - Марк Комонько — скрипка; - Юрий Степанов-Брегвадзе — вокал, клавишные; - Али Маас — вокал. | Технический персонал - Крис Бэнди — звукорежиссёр; - Леонид Бурлаков — продюсер, автор текстов; - Терри Хоуи — дизайн; - Сергей Сергеев — фотография. |